# Stakenborch
De Stakenborch was een versterkt huis of kasteel in de Nederlandse gemeente Deurne.
De Stakenborch stond in de buurtschap Veldheuvel en werd na 1414 ook wel aangeduid als het goed Ten Einde. Ver na de Middeleeuwen wordt echter de omschrijving casteele van Veltheuvel nog gebruikt. In de 19e eeuw resteerde nog slechts een boerderijencomplex rond een binnenterrein. In 1962 werd de laatste van deze boerderijen afgebroken voor de uitbreiding van het bedrijventerrein Kranenmortel. Gewelfkelders bevinden zich nog onder de verplaatste Liesselseweg.
Aldendriel · Asten · Barendonk · De Blauwe Kamer · Blokhuis te Leensel · Blokhuis te Liessel · Blokhuis op Ter Vloet · Bokhoven · Bouvigne · Bronkhorst · Boxmeer · Breda · Kasteel Croy · Cranendonck · De Donk (Someren) · Dommelrode · Dussen · Eckart · Eikenlust · Emmaus · Eymerick · Frisselstein · Gageldonk · Geldrop · Gemert · Groot Kasteel · Klein Kasteel · Groenendaal · De Hattert · Heeswijk · Heeze · Helmond · Henkenshage · Hooghuis op de Schouw · De Laar · Loon op Zand · Markiezenhof · Het Makken · Maurick · Meeuwen · Mierlo · Muggenheuvel · Nemerlaer · Nieuw-Herlaar · Nieuwenroy · Oijen · Onsenoort · Het Oortje · Oud Beijsterveld · Oud-Herlaar · 't Oude Huys · Rijswijk · Seldensate · Slotjes van Oosterhout · Soeterbeek · Stakenborch · Stapelen · Strijdhoef · Strijen · Tilburg · Paleis-Raadhuis · Tongelaar · Walstein · Wamberg · Het Witte Kasteel · Wouw · Zuidewijn · Zwijnsbergen